# Golfe Pagasétique

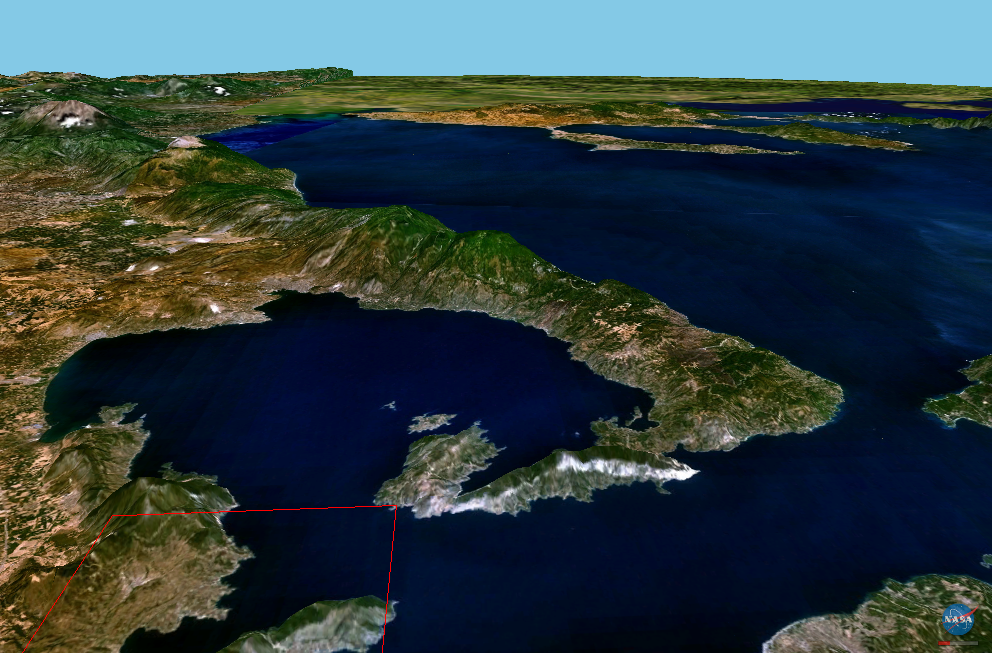
Vue du golfe Pagasétique (au premier plan), séparé de la mer Égée (au second plan) par la péninsule du mont Pélion.

Le golfe Pagasétique ou golfe Pélasgique (en grec Παγασητικός κόλπος, Pagasitikós kólpos) est un golfe de Magnésie en Grèce. Il est parfois désigné dans les sources sous le nom de golfe de Volos.
Il est bordé à l'est par la péninsule du mont Pélion et sa profondeur maximale est de 102 mètres. Il communique avec le golfe d'Eubée par une passe large de quatre kilomètres.
Son port principal est Volos — importante localité industrielle dont l'agglomération de près de 140 000 habitants est située au nord de la baie — mais il tire son nom de la cité antique de Pagases.
En août 2024, le golfe est touché par une importante pollution marine causée par la décomposition de millions de poissons d'eau douce morts dans la golfe à cause de la salinité de son eau. Ils y avaient migré à la recherche d'eau depuis le lac Kárla, étendue d'eau douce (mais communiquant avec le golfe Pagasétique) dont le niveau avait considérablement baissé dans la période récente. Cette hécatombe provoque alors aussi une importante nuisance olfactive pour tous les environs.